# Platycerus tabanai
Platycerus tabanai là một loài bọ cánh cứng trong họ Lucanidae. Loài này được Okuda & Tanikado mô tả khoa học năm 1994.